# ハワイ5-0

『ハワイ5-0』（Hawaii Five-0）は、アメリカCBS系で1968年から1980年まで12シーズンに渡り、284話が放送された刑事ドラマ。
また、リメイク版の『HAWAII FIVE-0』が2010年秋のシーズンからアレックス・オロックリンの主演で放映された。

## 概要
ハワイ5-0とは、元海兵隊所属、朝鮮戦争の参加経験のあるスティーブ・マクギャレット率いる、ハワイ州公安省の特別捜査班である。本部はホノルルのダウンタウンにあるハワイ州庁舎にあり、ハワイ州内のさまざまな犯罪事件の捜査を行う他、ときには防諜活動にも従事する。
本シリーズのパイロット版は、1968年に放送された "Hawaii Five-0:Cocoon" である。マクギャレットを演じたのは、『007 ドクター・ノオ』の初代フェリックス・ライター役などで知られるジャック・ロード。5-0のメンバーとして、ダニー・ウィリアムズ（ティム・オケリー）、中国系のチン・ホー・ケリー（カム・フォン）、ネイティブ・ハワイアンのコノ・カラカウア（ズールー）。マクギャレットの秘書として、メイ（ミッツィ・ホウグ）が登場した。これの成功により、同年シリーズ化されるが、ダニー役がジェームズ・マッカーサー、メイ役がマギー・パーカーに交替した。
シリーズは人気を博して長寿番組となったため、その間メンバーも入れ替わっている。まず、コノ・カラカウア（ズールー）がシーズン4で降板し、シーズン5からはベン・コクア（アル・ハリントン）に交替。そのハリントンも、シーズン7で降板した。シーズン5から登場したホノルル警察の巡査部長デューク・ラケラ（ハーマン・ウェデメイヤー）は、後に5-0に正式加入した。シーズン10では、チン・ホーの殉職という形でカム・フォンが降板。シーズン11でダニー役のマッカーサーも降板し、当初からのメンバーはマクギャレットのみになってしまった。シーズン12には、ダニーの後任のジェームズ・"キモ"・キャルー（ウィリアム・スミス）、初の女性メンバーであるロリ・ウィルソン（シャロン・ファレル）、トラック・ケアロハ（モエ・ケアレ）が加入したが、シリーズはこのシーズンで終了した。この間には、マクギャレットの秘書も、メイからジェニー（ペギー・ライアン）、ルアナ（ローラ・ソード・マッテスン）と交代している。
また、シリーズ最大の宿敵として、中華人民共和国の諜報員ウォー・ファット（カイ・ダイ）が登場。ウォー・ファットはパイロット版に始まり、繰り返し5-0を翻弄し続けた末、最終回でついに逮捕・収監された。
本シリーズは、実際にハワイでロケが行われたが、本部のあるハワイ州庁舎は現実のものではなく、ハワイ王朝の宮殿だったイオラニ宮殿が使われている。オープニングの空撮で、マクギャレットがバルコニーに立っている建物は、ワイキキのイリカイ・ホテルである。マクギャレットを演じたジャック・ロードは、シリーズ終了後もホノルルに在住し、1998年に同地で死去した。
『ハワイ5-0』の後番組『私立探偵マグナム』も、同じハワイを舞台にしたシリーズとなっている。当初はマクギャレットが登場するというクロスオーバーの企画もあったが、それは実現を見なかった。第4シーズン第14話 "Odd Man In" では、田宮二郎が出演している。
オープニング・テーマおよび劇中音楽の作曲者モートン・スティーブンスは、1970年と1974年にエミー賞を受賞している。なお、このオープニング・テーマはシリーズ開始と同時期に、ザ・ベンチャーズがカバーしており、1969年にビルボード・シングル・チャートの4位にランクインした。
1997年にスペシャルドラマとして後日譚が米国にて放映されている（日本未放映）。ハワイ州知事となったダニーがスピーチ中に襲撃され、現在の5-0メンバー、ジミー・ゼイヴィア・バーク（ゲイリー・ビジー）およびニック・ウォン（ラッセル・ウォン）がチン、トラック、デューク（ダニーを含め全員本編のままのオリジナルキャスト）といった旧メンバーと共に犯人を追ううちにロシアン・マフィアの陰謀に行き当たるという内容となっている。なお、チン・ホーはシリーズ本編において既に殉職しているため本編との間に矛盾が生じている。

## 世界

### 日本
全国放送はされていないが、関東ローカルとしてフジテレビで1970年に26話まで放映された。27話から62話は深夜の再放送の後に続けて本放送として放映された。
リメイク版『HAWAII FIVE-0』は地上波では放映されてなく、2011年5月22日からAXNで放映されている。
日本では全国放送されていないが、前述の通り『ザ・ベンチャーズ』がカバーしたテーマソングがヒットしており、タイトル名は認知されている。

## 登場人物

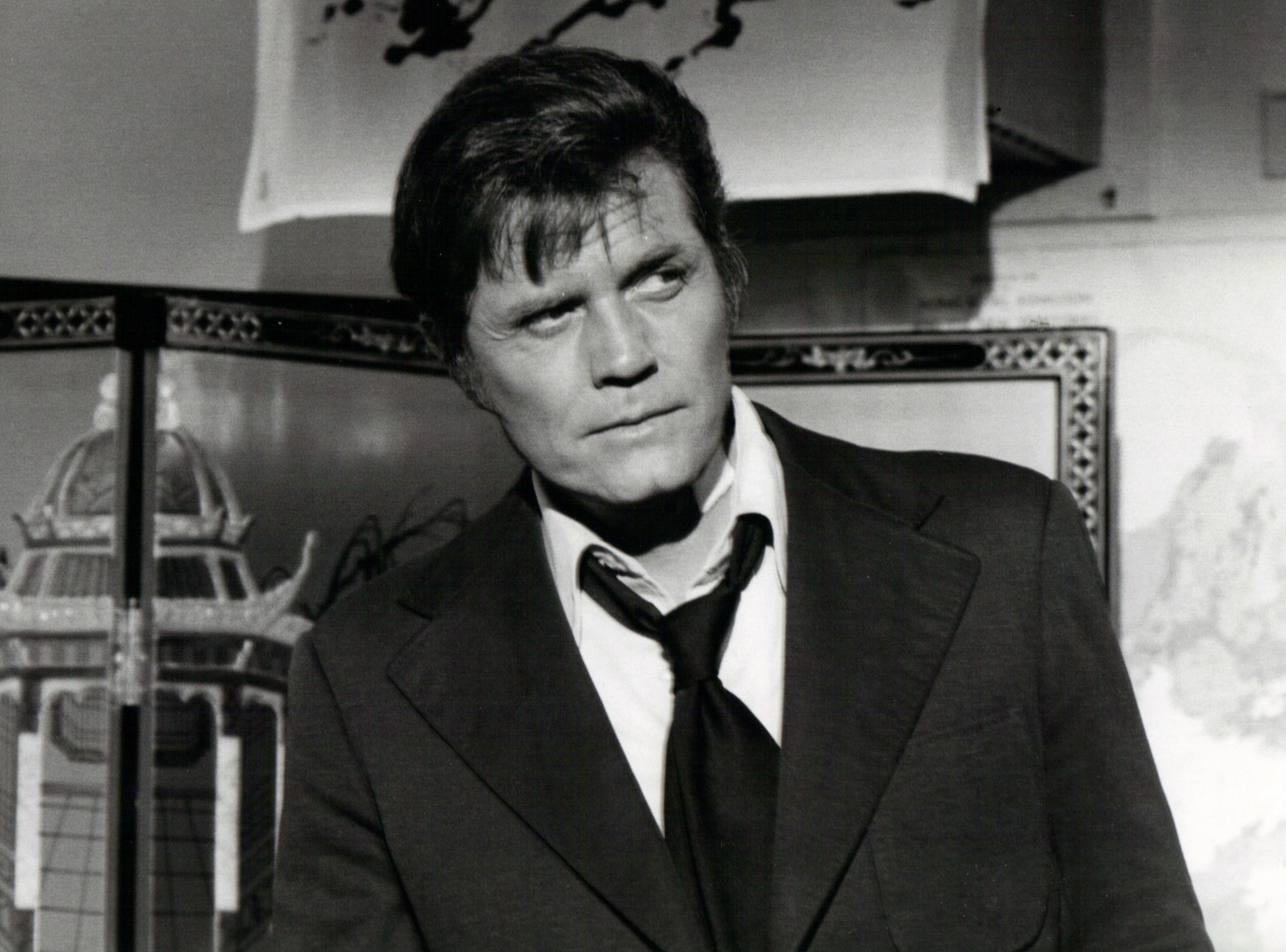
主演のジャック・ロード

スティーブ・アロイシャス・マクギャレット (Steve Aloysius McGarrett)
演：ジャック・ロード (Jack Lord)、吹替：川辺久造
ダニー・ウィリアムズ (Dan Williams) [シーズン1～11]
演：ジェームズ・マッカーサー (James MacArthur)、吹替：田中信夫
チン・ホー・ケリー (Chin Ho Kelly) [シーズン1～10]
演：カム・フォン (Kam Fong)、吹替：寄山弘
コノ・カラカウア (Kono Kalakaua) [シーズン1～4]
演：ズールー (Zulu)、吹替：小林修
ベン・コクア [シーズン5～6]
演：アル・ハリントン
エドワード・D（デューク）・ラケラ [シーズン5～12]
演：ハーマン・ウェデメイヤー
ジェームズ・"キモ"・キャルー [シーズン12]
演：ウィリアム・スミス
ロリ・ウィルソン [シーズン12]
演：シャロン・ファレル
トラック・ケアロハ [シーズン12]
演：モエ・ケアレ
メイ
演：マギー・パーカー
ジェニー
演：ペギー・ライアン
ルアナ
演：ローラ・ソード・マッテスン
ドック・バーグマン検死官
演：アル・イーベン
チェ・フォン（法医学者）
演：ハリー・エンドウ
*ジョン・マニコート州司法長官
演：グレン・キャノン
ポール・ジェームスン知事
演：リチャード・デニング

## スタッフ
- 企画・制作総指揮：レナード・フリーマン
- テーマ曲作曲：モートン・スティーブンス（演奏：ザ・ベンチャーズ）

## エピソードリスト
日本で放送された順番に記載。
1. 兵器庫襲撃計画
2. 同じ手口の犯人はいない
3. シンガポール脱出行
4. 独裁政権を転覆せよ
5. 野獣を檻に入れろ
6. ムショの悪をあばけ
7. 世界制覇を許すな
8. 囮の報酬
9. 蒸発か死か
10. 闇の中の銃弾
11. 消えたV．I．P
12. アークチュラス号の謎（1）
13. アークチュラス号の謎（2）
14. 黒い挑戦
15. ホシは左きき
16. 殺しのカード
17. 「組織」乗っ取り
18. 殺しの触手
19. 断崖の幻想
20. 俺達に青空はない
21. 腹中の黄金
22. サムライ
23. ブラインド・タイガー
24. ポリネシアの女王
25. 野望の罠
26. 明日を棄てた男
27. 一万ドルは死神の笑い
28. 狙われた誘拐
29. 故郷へのブルース
30. 暗黒街には麻薬が似合う
31. 裏切りの勲章
32. 何ゆえの反抗
33. 八百長試合の果てに
34. 密入国はペストと共に
35. 第一級殺人容疑者
36. 殺人通知書
37. マクギャレット暗殺計画
38. 死の善意（1）
39. 死の善意（2）
40. 炎の謀略
41. 忍者の8月15日
42. 水の中のアリバイ
43. ベトナムの幻影
44. 身代金の戦い
45. 負け犬の計画
46. 赤い斑点（1）
47. 赤い斑点（2）
48. 恋とはかくも不思議なもの
49. 銃声の中に誰がいた
50. カービン銃の標的
51. 身代金25万ドルの脅迫
52. 邪魔者は殺せ!
53. 狙われた男
54. 情欲魔のいけにえ
55. 消えた60万ドル
56. 洋上の殺人者
57. 偽ダイヤ詐欺事件
58. 金塊の罠
59. 事故死の疑惑
60. 日曜日の放火魔
61. 裏切りの爆死
62. 華麗なる宝石泥棒

## 注・参照
1. ↑    - "Hawaii Five-0: Cocoon" - IMDb（英語）
2. ↑    - "Hawaii Five-O" Odd Man In - IMDb（英語）
3. ↑  https://www.imdb.com/title/tt0948096/
4. ↑  吹き替えの川辺はリメイク版でスティーブの父役で出演している。